# Николадзе, Георгий Николаевич
Никола́дзе Георгий Николаевич (груз. გიორგი ნიკოლაძე; 11 августа 1888, Диди Джихаиши — 5 февраля 1931 года, Тбилиси) — советский учёный-математик, доктор математических наук (1928), профессор Тбилисского государственного университета.
Один из выдающихся представителей грузинской математической школы. Организатор металлургического производства в Грузии. Инициатор и участник создания грузинской технической, математической и спортивной терминологии. Основатель спортивного общества «Шевардени».

## Биография
Родился в селе Диди Джихаиши в семье грузинского просветителя Нико Николадзе, где интеллектуальное развитие детей составляло особую заботу родителей. С юных лет хорошо плавал, показывал успехи в гимнастике. В 1898 году поступил в Первую Тифлисскую гимназию. Здесь, помимо основных предметов, Георгий впервые знакомится с «сокольской гимнастикой», которую преподавал опытный педагог Антон Иосифович Лукеш из Чехии (был приглашен в Тифлис в 1902 году, являлся начальником Гимнастического общества). В 1901 году во время летних каникул вместе со всей семьёй путешествовал по Швейцарии. Здесь тринадцатилетний Георгий вместе с сестрами Русудан и Тамар поднялся на вершину Тэт де Жеан в Валисских Альпах и поставил перед собой цель: научиться альпинизму. 
В 1906 году по совету отца Георгий поступил в Петербургский технологический институт, чтобы стать инженером, в которых остро нуждалась Грузия. В Петербург вместе с Георгием приехали его мать Ольга Александровна, младшая сестра Тамар. Старшая сестра Русудан уже училась там на физико-математическом факультете Женского пединститута. В Петербурге Николадзе поселились в доходном доме купца А. М. Назарова (Надеждинская ул., 23) и прожили в нём шесть лет. В 1912 году из Поти на службу в Петербург приехал Николай Яковлевич и семья переехала в доходный дом Шарля де-Риц-а-Портана (Малая Посадская улица, 15), поближе к Женскому институту, где работала Русудан и училась Тамара. Близкими друзьями семьи Николадзе в эти годы стала семья учёного В. Н. Верховского, жившая по соседству, в доме №19. Квартира Верховских долгое время была местом встреч писателей, артистов, художников. В 1910-е годы здесь бывали Александр Блок, Вячеслав Иванов, Андрей Белый, Саша Черный, Михаил Врубель.
Переехав в столицу и поступив в институт, Георгий не оставил спорт. Вступив в ряды Русского гимнастического общества (РГО «Сокол»), Николадзе показывает отличные результаты в упражнениях на снарядах (кольца, турник, брусья) в шестиборье сначала на слёте в Софии (1911), а затем — в Праге (1912). Вместе с сестрой Тамар он встал на коньки и вскоре стал неплохим фигуристом. Кроме того, он стал заниматься буерным спортом, проделывая путь от Петербурга до Кронштадта. В эти же годы он пишет статьи для научно-педагогического журнала «Сокол», подводя теоретическую базу для всесокольского движения страны. В 1913 году он создал в Петербурге «Третий сокол» для студентов из Закавказья. 
В январе 1913 года Георгий Николадзе с отличием защитил проект по доменным печам и ему было присвоено звание инженера-технолога. Первой его работой стал тульский Косогорский металлургический завод. Проработав там недолгое время, Николадзе отправился работать на Юзовский металлургический завод, где он ещё студентом проходил практику и заинтересовался постановкой на этом заводе доменного дела. Сначала он поступил в технический отдел, которым руководил Михаил Курако, в 
качестве чертежника, но вскоре он разработал оригинальную дымоотводную конструкцию, и его перевели в доменный цех сменным инженером на место Ивана Бардина, которого назначили заместителем начальника доменного цеха. В Юзовке Николадзе открыл сокольское отделение, где у него появился единомышленник Ираклий Лордкипанидзе, а первым директором местного «Сокола» стала супруга управляющего заводом Адама Александровича Свицына. Георгий и Ираклий по очереди занимались с «соколами» — по два часа три дня в неделю каждый.
В конце 1915 года Николадзе заболел профессиональной болезнью доменщиков — тяжелой пневмонией и вынужден был на время покинуть доменный цех. Через год Иван Бардин, в то время уже главный инженер Петровского металлургического завода, позвал его на работу начальником доменного цеха. Здесь Георгий Николадзе возвращается к работе над проблемами математики, занимавшими его всю жизнь, однако спорт не бросает — в Енакиево было создано отделение сокольского общества.
Весной 1918 года Гражданская война разгорелась на всей территории Украины, в этих обстоятельствах Николадзе принимает решение покинуть Донбасс и вернуться в Грузию. С 1919 года работал в Тбилисском университете, куда его  пригласил А. М. Размадзе. В университете он продолжает свои геометрические исследования и  на протяжении 1919—1922 годов сдает докторантские экзамены по списку, утвержденному советом факультета. В 1923 году он одновременно с преподаванием математики в университете руководит на политехническом факультете основанной им кафедрой электрометаллургии. Была организована группа металлургов в составе пяти человек (среди них была первая женщина-металлург в Грузии Е. М. Надирадзе), которые впоследствии работали на Тифлисском опытном ферромарганцевом заводе. Не оставляет Николадзе и своё увлечение спортом. В 1918 году он добился реорганизации военно-спортивного общества «Амирани» в Грузии в массовую спортивную организацию «Шевардени» (в переводе на русский — «Сокол»). Главой общества был избран Георгий Эгнаташвили, ставший впоследствии Заслуженным тренером СССР. В 1921 году «Шевардени» было преобразовано в общество «Спартак».
28 августа 1923 года восемнадцать студентов (среди них было 5 девушек) и научных работников Тбилиси во главе с профессором Г. Н. Николадзе совершили восхождение на вершину Казбек. Через два года, 12 августа 1925 года, группа альпинистов во главе с Николадзе покорила Эльбрус. Это были первые шаги советского альпинизма. В 1924 году по инициативе и при непосредственном участии Георгия Николадзе и А. И. Дидебулидзе было создано Географическое общество Грузии и при нём отдел туризма, который стал руководящим центром всей альпинистской работы в республике. Председателем отдела был избран профессор Георгий Николадзе.
В 1927—1928 годы в Сорбонне подготовил и защитил докторскую диссертацию «О непрерывных семействах геометрических фигур» под руководством математика Эли Картана. Этот труд был издан в Париже отдельной книгой.
В 1928 году Георгий женился на своей старинной знакомой еще со студенческих лет — Жоржетте Вахтанговне Гамбашидзе, внучке протоиерея Давида Гамбашидзе, семья которой жила в то время в Париже. Родная сестра Жоржетты, Медея Гамбашидзе была первой абитуриенткой Грузинского политехнического института, в 1918 году подавшей туда заявку на поступление.
С 1928 года — профессор Грузинского политехнического института, где читает обязательный курс по аналитической и дифференциальной геометрии и создает первый грузинский учебник «Элементы дифференциальной геометрии». Среди его выпускников, оставшихся в университете для научно-педагогической деятельности, были Л. П. Гокиели, В. Д. Купрадзе, А. К. Рухадзе, И. Н. Векуа, Ш. Е. Микеладзе. В эти же годы Георгий Николадзе изобрел счетную машину оригинальной конструкции, модель которой была одобрена отечественными и зарубежными специалистами. Сущностью этого изобретения было сочетание специальной множительной установки с электрифицированным арифмометром. К сожалению, в связи с отсутствием средств, аппарат не получил распространения.
В самом конце 1929 года он берётся за организацию лыжного спорта в Грузии. Едет в Бакуриани, где было решено построить лыжную станцию, чтобы использовать для соревнований горные склоны.
Будучи консультантом ВСНХ Грузии, Георгий Николаевич принимал самое деятельное участие в разработке и осуществлении производства ферросплавов. В 1929—1930 годы под руководством Г. Н. Николадзе и при его непосредственном участии в Тбилиси, в Дидубе, была построена испытательная плавильная печь ферросплавов. Результаты проведенных опытов на этой печи легли в основу работы Зестафонского завода ферросплавов. В конце января 1931 года на испытаниях металлургического комбината в Зестафони он заболевает пневмонией. 
Скончался 5 февраля 1931 года. Похоронен в Дидубийском пантеоне.

## Память
Именем Георгия Николадзе названы:
- Самая высокая вершина Памира на Хашдарском хребте,
- Улица Нико Николадзе в Тбилиси,
- Зестафонский завод ферросплавов. Возле завода установлен памятный мемориал Г. Н. Николадзе.

В 1973 году Академия наук Грузинской ССР учредила Премию Георгия Николадзе за лучшую научную работу в технической области. 
В Тбилисском государственном университете на механико-математическом факультете введена стипендия имени Г. Николадзе. В этом же университете есть класс геометрии, носящий его имя.
В 2014 году члены общественной организации «Туризм, альпинизм и скалолазание» («ТАиС») г. Енакиево посвятили Г. Н. Николадзе своё восхождение на Казбек.